# Nikolai Golovatenko
Nikolai Golovatenko est un coureur cycliste soviétique, né le 2 février 1963 à Kostanaï, dans la République du Kazakhstan, alors soviétique.
Membre de l'équipe de l'URSS à partir de 1984, il n'a pas un palmarès international amateur important, quand il devient professionnel en 1989 et le reste jusqu'en 1990.  

## Équipes successives
Nikolai Golovatenko fut professionnel durant deux saisons cyclistes, au sein de la même équipe :
- 1989: Alfa Lum - STM (Saint-Marin)
- 1990: Alfa Lum (Russie)

## Palmarès

### Tour de France
- 1990 : 151e

### Tour d'Espagne
- 1989 : 60e
- 1990 : 50e

### Tour d'Italie
- 1989 : 58e

### Autres résultats
- 1990
  - Semaine bergamasque

### Carrière amateurs
- 1984
  - 6e du Tour de Norvège